# Geraldo Martins
Geraldo João Martins er en guinea-bissausk politiker, der var Guinea-Bissaus premierminister fra 8. august 2023 til 21. december 2023. I 2014 var han økonomi- og finansminister i premierminister Domingos Simões Pereiras regering. Martins er medlem af Partido Africano para a Independência da Guiné e Cabo Verde (forkortet PAIGC, Det Afrikanske Parti for Guineas og Kap Verdes Uafhængighed på dansk).